# Pierre-Joseph Amédée Tremblay
Pierre-Joseph Amédée Tremblay, né à Montréal le 14 avril 1876 et mort à Los Angeles le 14 juillet 1949, est un organiste, compositeur, et professeur de musique américain d'origine québécoise.

## Vie et carrière
Amédée Tremblay fut, avec Alexis Contant, un des premiers grands compositeurs du Canada à être formés exclusivement dans son pays natal[réf. nécessaire]. À l'âge de 12 ans, il commença ses études de musique avec le Père Sauvé, organiste à l'église Saint-Joseph à Montréal. Il étudia plus tard avec Alcibiade Béique (piano et orgue), le Père Cléophas Borduas (chant grégorien), et Romain-Octave Pelletier (orgue et fugue).
Tremblay fut l'organiste de l'église Saint-Joseph en 1892 après avoir refusé une position similaire à l'église Dominique de Saint-Hyacinthe. Il occupa ce poste jusqu'à 1894 alors qu'il fut nommé organiste à la Basilique-cathédrale Notre-Dame d'Ottawa. Pendant les 26 années suivantes, il consacra son temps à ses occupations d'organiste, de compositeur, et de professeur à Ottawa. Ses étudiants furent entre autres Joseph Beaulieu, Wilfrid Charette, Oscar O'Brien, et son fils, le compositeur George Tremblay, son deuxième prénom était aussi Amédée (1911-1982).
En 1920 Tremblay déménagea à Salt Lake City, dans l'Utah, pour prendre le poste d'organiste à la Cathédrale de la Madeleine. Il quitta en 1925 pour être organiste à Église Saint-Vincent de Paul à Los Angeles. Il demeura à cette église jusqu'à sa mort à Los Angeles en 1949.

## Œuvres musicales
Il composa plusieurs motets, deux messes, quelques chansons patriotiques, des pièces pour orgue, et l'opérette L'Intransigeant. Sa Suite de quatre pièces pour grand orgue est sa composition la plus connue; elle se termine par une toccata. 
Ses œuvres furent publiées par Orme, Le Passe-temps, A. J. Boucher et Ed. Archambault. Les compositeurs Guillaume Couture et Vincent d'Indy ont admiré la musique de Tremblay.
- Dix-huit chansons populaires du Canada (Orme, Ottawa, 1902)
- Je vous salue, Marie, mélodie pour chant et piano (A. J. Boucher, Montréal, 1904)
- L'Intransigeant, opérette (création à Ottawa, 1906)
- Suite de quatre pièces pour grand orgue (J. Fischer, New York, 1924), dédiée à Joseph Bonnet : Prélude-Carillon - Menuet français - Marche de fête - Toccata.

## Partitions
- « Tremblay, Amédée » (partitions libres de droits), sur l'IMSLP